# Örökös főispán
Az örökös főispán (latin: supremus et perpetuus comes) olyan főispán, aki a tisztségét azért töltötte be automatikusan, mert valamilyen főpapi vagy országos világi méltóságot kapott.
Elsőnek 1270-ben az esztergomi érsek lett Esztergom vármegye örökös főispánja. 
A 14. században a macsói báni címet kapcsolták össze Bács, Bodrog, Baranya, Szerém és Valkó ispánságával.
A 15. században örökös főispán lett a veszprémi, győri, nyitrai, váradi, pécsi és egri püspök, valamint a kalocsai érsek. A mindenkori nádor is a 15. század óta egyben Pest vármegye főispánja.
I. Mátyás kezdett egyes bárói családoknak birtok helyett „örökös”, pontosabban örökletes főispáni (haereditarius) hivatalt adományozni. Mivel a magyar ispáni tisztség a frank grófi tisztség megfelelője volt, az örökletes ispáni tisztség német mintára – ahol a gróf már örökletes cím volt ekkor – magyar grófi címmé alakult.
Bronisław Komorowski lengyel elnök őse is Mátyástól kapta az árvai és liptói örökletes főispánságot, s ez alapján később Lengyelországban grófként ismerték el őket. A 16. századtól a Habsburg-uralkodók is folytatták a korábbi hagyományt, azonban a tényleges hivatalba lépéshez királyi kinevezésre is szükség volt. Egyes esetekben az uralkodó szabadon választhatott az adott család tagjai közül, vagy maga a család döntött, más esetekben meghatározott rend szerint öröklődött a cím (pl. primogenitúra, szeniorátus). Amennyiben a cím viselője kiskorú volt, vagy más okból nem tölthette be ténylegesen a főispáni hivatalt, helyette főispáni jogkörrel rendelkező adminisztrátort neveztek ki. A hivatalt ténylegesen viselő jogosultat örökös és valóságos főispánnak nevezték.
A 18. században a nádoron kívül 9 egyházi örökös és 14 (16)
világi főúri családi örökletes főispánság volt.
Az örökös főispáni rang, illetve tisztség a köztörvényhatóságok rendezéséről szóló 1870. évi XLII. törvénycikk alapján megszűnt, puszta címmé vált, hivatalviselésre többé nem jogosított. Az örökös főispáni címet az 1947. évi IV. törvény megszüntette és használatát megtiltotta.
Az örökös főispán a magyar irodalomban is megjelent, így például Jókai Mór A kőszívű ember fiai című regényében a Baradlay család viselte a vármegye örökletes főispáni címét, s Rideghváry Bence szerepelt főispáni adminisztrátorként.

## Örökös és örökletes főispánságok a Magyar Királyságban
Az alábbi felsorolásban szerepelnek a magyar történelem során adományozott – főpapi vagy világi méltósághoz kötött – örökös és – főúri családokhoz kötött – örökletes főispáni tisztségek vármegyék (ispánságok) szerint.
Szerepel jó néhány korábbi nemzetség és vármegye, ahol egy időre a király szokásává vált az ispánt az adott nemzetségből vagy családból választani, ezek azonban nem voltak örökletes ispánságok.
- Abaúj vármegye: perényi báró és herceg Perényi család – Perényi Imre (nádor) volt az első örökletes főispánja
- Alsó-Fehér vármegye: az erdélyi vajda, később az erdélyi fejedelem
- Arad vármegye: alsólindvai gróf Bánffy család
- Árva vármegye: gróf Komorowski család, bethlenfalvi gróf Thurzó család, késmárki gróf Thököly család
- Baranya vármegye: a pécsi püspök a 15. század óta
- Bács vármegye, a kalocsai érsek a 15. század óta
- Bereg vármegye: gróf Schönborn-Buchheim-Wolfsthal család
- Berzence vármegye: a zágrábi püspök
- Beszterce vármegye: vajdahunyadi gróf Hunyadi-család, horogszegi gróf Szilágyi család, hunyadi gróf és liptói herceg Corvin család
- Bihar vármegye: a váradi püspök a 15. század óta
- Csanád vármegye: a csanádi püspök
- Dubica vármegye: a vránai johannita perjel
- Esztergom vármegye: az esztergomi érsek 1270-től
- Fogaras vármegye szúnyogszegi gróf Majláth család, nádasdi és fogarasföldi gróf Nádasdy család, kornyáti gróf Békes család
- Gömör vármegye: pelsőci báró Bebek család
- Győr vármegye: a győri püspök a 15. század óta
- Heves és Külső-Szolnok vármegye: az egri püspök – a 19. század óta érsek – a 15. század óta
- Hont vármegye: csábrági és szitnyai gróf és herceg Koháry család
- Hunyad vármegye: vajdahunyadi gróf Hunyadi-család, hunyadi gróf és liptói herceg Corvin család, enyingi gróf Török család, iktári gróf és herceg Bethlen család
- Komárom vármegye: nádasdi és fogarasföldi gróf Nádasdy család
- Korbávia vármegye: korbáviai gróf Korbáviai család, gróf Zinzendorf család
- Közép-Szolnok és Kraszna vármegye: Debreczeni család, bélteki báró Drágffy család, somlyai gróf Báthori-család
- Lika vármegye: gróf Ricciardi család, gróf Zinzendorf család
- Liptó vármegye: gróf Komorowski család, illésházi gróf Illésházy család
- Máramaros vármegye: iktári gróf és herceg Bethlen család, kisrhédei gróf Rhédey család, késmárki gróf Thököly család
- Modrus vármegye: modrusi és vegliai őrgróf Frangepán család
- Moson vármegye: a király
- Nyitra vármegye: a nyitrai püspök a 15. század óta
- Orbász vármegye: gróf Blagay család
- Pest-Pilis-Solt-Kiskun vármegye: a nádor
- Pozsega vármegye: főherceg Habsburg-család, schitarói gróf Joannovich család, buzini gróf Keglevich család
- Pozsony vármegye: erdődi gróf és herceg Pálffy család
- Sáros vármegye: rákóci és felsővadászi gróf és herceg Rákóczi-család
- Somogy vármegye: zerinvári gróf Zrínyi család
- Sopron vármegye: galánthai gróf és herceg Esterházy család
- Szabolcs vármegye: ecsedi és somlyai gróf Báthori-család
- Szana vármegye: gróf Blagay család
- Szatmár vármegye: nagykárolyi gróf Károlyi család
- Szepes vármegye: szepesi gróf Szapolyai-család, gróf Łaski család, bethlenfalvi gróf Thurzó család, körösszeghi és adorjáni gróf Csáky család. Ezen felül az örgrófi rangú körösszeghi és adorjáni Csáky-Pallavicini család is örökölte a jogokat.
- Szerém vármegye: újlaki herceg Újlaki család, szerémi herceg Odescalchi család
- Tolna vármegye: a pécsi püspök
- Torna vármegye: tornai Thekus család
- Trencsén vármegye: illésházi gróf Illésházy család
- Turóc vármegye: csáktornyai báró Ernuszt család, révai, szklabinai és blatnicai báró és gróf Révay család
- Ung vármegye: homonnai és gerényi gróf Drugeth család
- Valkó vármegye: trakostyáni gróf Draskovich család
- Varasd vármegye: monyorókeréki és monoszlói gróf és herceg Erdődy család
- Vas vármegye: kanizsai és neuburgi gróf Kanizsai család, németújvári gróf és herceg Batthyány(-Strattmann) család
- Verőce vármegye: monoszlói báró Csupor család, alsólindvai gróf Bánffy család, korbáviai gróf Korbáviai család, schitarói gróf Joannovich család
- Veszprém vármegye: a veszprémi püspök a 15. század óta
- Zala vármegye: zerinvári gróf Zrínyi család, goldburgi és muhrstetteni gróf Althann család
- Zaránd vármegye: albisi Zólyomy család